# دانشگاه بغلان
دانشگاه بغلان دانشگاهی دولتی در شهر پلخمری ولایت بغلان، افغانستان است. این دانشکاه در سال ۱۹۹۳ به نام دانشگاه حکیم ناصر خسرو تأسیس شد و سپس در سال ۱۹۹۸ توسط طالبان به آتش کشیده شد. پس از سقوط طالبان، این دانشگاه در سال ۲۰۰۳ فعالیت خود را از سر گرفت. از سال ۲۰۰۷، ساختمان‌سازی یک مجتمع دانشگاهی دائمی در حسین خیل شروع شد. دانشگاه بغلان یکی از ۵ دانشگاه برتر افغانستان است. دانشگاه بغلان یک موسسه تحقیقاتی و تحصیلات عالی است. 

## دانشکده‌ها
دانشکده کشاورزی
دانشکده تعلیم و تربیت
دانشکده ادبیات وعلوم بشری
دانشکده انجنیری
دانشکده اقتصاد
دانشکده شرعیات

## پیشینه
دانشگاه بغلان در سال ۱۳۷۱در شهر پلخمری ولایت بغلان تأسیس شد.